# Еджвуд (Техас)
Еджвуд (англ. Edgewood) — місто (англ. town) в США, в окрузі Ван-Зандт штату Техас. Населення — 1530 осіб (2020).

## Географія
Еджвуд розташований за координатами 32°41′27″ пн. ш. 95°52′56″ зх. д. / 32.69083° пн. ш. 95.88222° зх. д. (32.690760, -95.882221).  За даними Бюро перепису населення США в 2010 році місто мало площу 3,56 км², з яких 3,52 км² — суходіл та 0,05 км² — водойми.

## Демографія
Згідно з переписом 2010 року, у місті мешкала 1441 особа в 592 домогосподарствах у складі 398 родин. Густота населення становила 404 особи/км².  Було 648 помешкань (182/км²).
Расовий склад населення:
| - 84,9 % — білих - 9,6 % — чорних або афроамериканців - 0,6 % — корінних американців - 0,1 % — азіатів - 2,9 % — осіб інших рас |

До двох чи більше рас належало 1,9 %. Частка іспаномовних становила 7,1 % від усіх жителів.
За віковим діапазоном населення розподілялося таким чином: 26,9 % — особи молодші 18 років, 56,1 % — особи у віці 18—64 років, 17,0 % — особи у віці 65 років та старші. Медіана віку мешканця становила 39,2 року. На 100 осіб жіночої статі у місті припадало 89,1 чоловіків;  на 100 жінок у віці від 18 років та старших — 79,3 чоловіків також старших 18 років.
Середній дохід на одне домашнє господарство  становив 43 086 доларів США (медіана — 29 803), а середній дохід на одну сім'ю — 57 727 доларів (медіана — 47 102). Медіана доходів становила 45 250 доларів для чоловіків та 19 545 доларів для жінок. За межею бідності перебувало 21,8 % осіб, у тому числі 21,7 % дітей у віці до 18 років та 15,7 % осіб у віці 65 років та старших.
Цивільне працевлаштоване населення становило 544 особи. Основні галузі зайнятості: освіта, охорона здоров'я та соціальна допомога — 23,7 %, роздрібна торгівля — 15,4 %, виробництво — 13,4 %.